# Alentejo
Alentejo (AFI [ɐlẽˈtɛʒu]) este o regiune istorică și statistică (NUTS) a Portugaliei. Numele provine de la „além Tejo” care înseamnă în portugheză „peste Tejo”. Râul Tejo formează o graniță naturală între această regiune și jumătatea nordică a țării. Alentejo se învecinează la sud cu Algarve. Are cinci subregiuni: Alentejo Central, Alentejo de Jos (Alto Alentejo), Alentejo de Sus (Baixo Alentejo), Alentejo Litoral și Lezíria do Tejo. Orașele principale sunt Évora (capitală tradițională), Santarém, Portalegre, Beja și Sines. Alentejo are o populație de 776.585 de locuitori și suprafața de 31.152 km².
1. ↑   https://ec.europa.eu/eurostat/web/nuts/history, accesat în 14 iulie 2021 Lipsește sau este vid: |title= (ajutor)